# Московская улица (Саратов)
Моско́вская у́лица (с 1924 по 1959 — Ленинская улица, с 1959 по 1991 — проспект Ленина) — центральная улица Саратова, проходящая от Волги через всю центральную часть города, прерываясь в районе Саратовского железнодорожного вокзала. Длина улицы от начала до железной дороги 4 км 327 м, от железной дороги до конца 462 м, в общей сложности 4 км 789 м без учёта прерываний и с учётом прерывания около 5 км; в центре города ширина проезжей части 12 м, ширина тротуаров 5 м, общая ширина — 22 м; за железнодорожным вокзалом ширина проезжей части 7 м, ширина тротуаров 4 м, общая ширина — 15 м.

## История
Московская была наряду с Часовенной, Царицынской и Покровской (ныне улицы Кутякова, Чернышевского и Лермонтова) одной из первых улиц перенесённого в 1674 году на правый берег Саратова. Своё название улица получила по Большой Московской дороге или, как её ещё называли, тракту, ведущего на Пензу, и далее к Москве. Эта дорога начиналась от Московских ворот городского вала в районе нынешнего пересечения улиц Октябрьской и Московской. Городской вал шёл от Казанских ворот на берегу Волги, вдоль Глебучева оврага, по нынешней Валовой улице, далее вдоль Северной улицы поворачивал к Московской, пересекал её и по Октябрьской улице вновь спускался к Волге. Эти оборонительные сооружения не остановили Емельяна Пугачёва. В 1774 году, после непродолжительного сопротивления он вошёл в город по Московской дороге.
Московская всегда была центральной, самой престижной улицей города. По плану 1774 года на Московской от въезда в город до Троицкого собора должны были располагаться дворянские дома, но в XIX веке улица была застроена в основном купеческими домами. Купеческое сословие предпочитало селиться здесь, так как Московская соединила между собой главные торговые места города — Гостиный Двор на Старо-Соборной (ныне — Музейной) площади и Верхний базар (Театральная площадь).

Главная и самая старинная улица — Московская, идёт от берега Волги до городского выезда на так называемый Московский тракт — дорогу, идущую на Пензу. Почти на половине её длины — обширная площадь — Хлебная, или Театральная: по одну сторону — торговые ряды и хлебные магазины, по другую — новый Гостиный двор, а левее его, на средине площади, построен театр. При выездном конце улицы — прекрасное здание саратовского гарнизонного батальона и арестантские роты гражданского ведомства. При начале Московской улицы, неподалёку от берега, старый Гостиный двор, одним своим фасадом выходящий на площадь

На Московской в 1807 году аптекарем Линдегреном была открыта первая частная аптека Саратова, а в 1830 году купцом Д. М. Вакуровым в доме № 9 по улице Московской была открыта первая книжная лавка города. Московская была первой улицей, вымощенной в 1840 году известняком, а в 1882 — асфальтом.
1 апреля 1887 года по Московской улице впервые в Саратове было проведено пробное движение «конки». В 1908 году Бельгийским обществом трамваев и электроосвещения на углу улицы Астраханской была построена дизельная электростанция постоянного тока и трамвайное депо. 9 ноября 1908 года по Московской улице был пущен трамвай. Это был третий трамвайный маршрут после тех, что прошли по Ильинской и Немецкой (ныне улица Чапаева и проспект Столыпина). В 1952 году трамвайная линия была перенесена на параллельные улицы Кутякова и Челюскинцев и по Ленинской улице пошёл первый Саратовский троллейбус.
В 1911 году по адресу Московская, 63 (ныне дом № 116) было открыто первое в Саратове автомобильное депо (позднее там была открыта первая в Саратове автошкола).

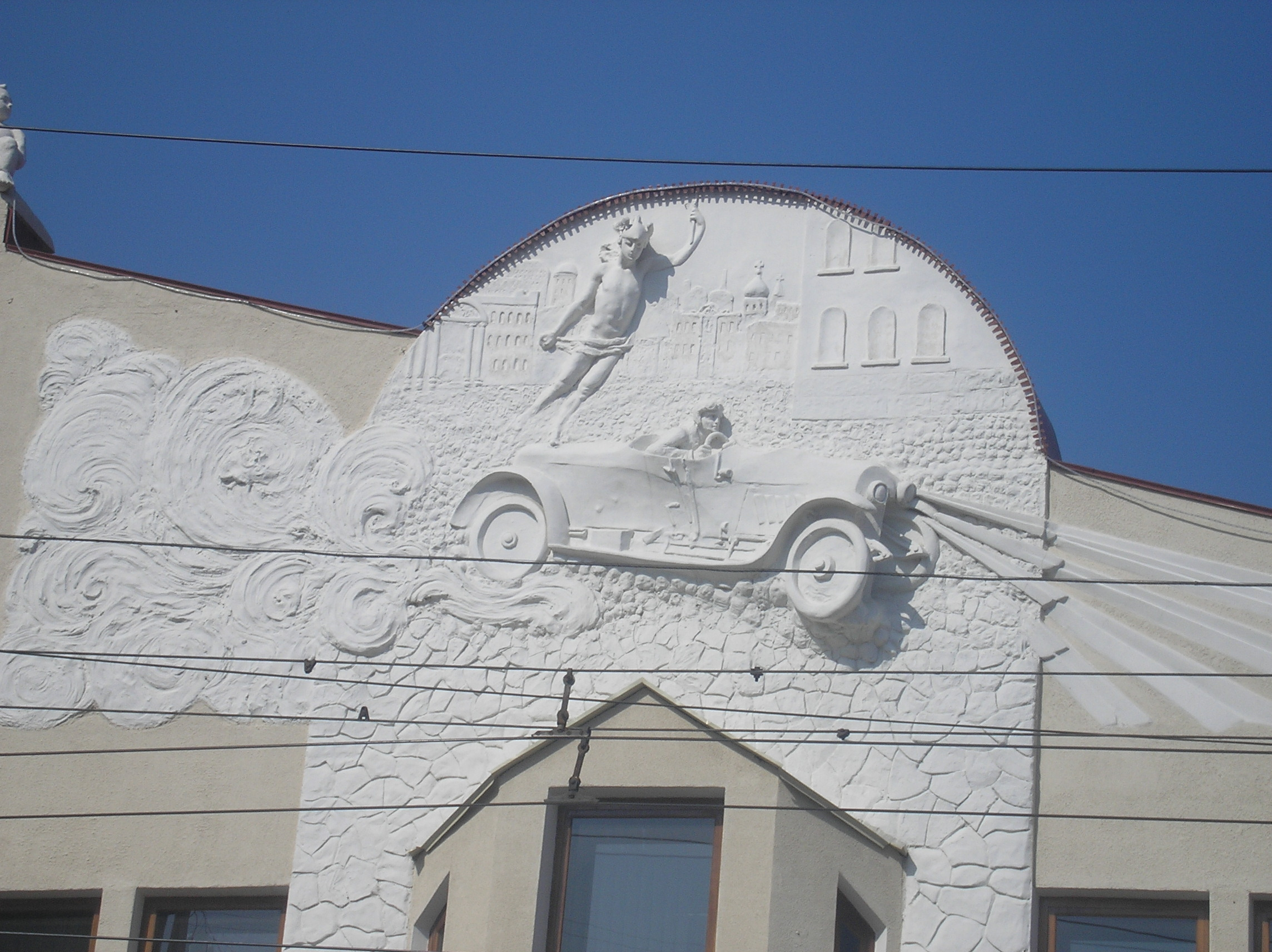
Барельеф на стене первого автомобильного депо в Саратове

Московская улица росла вместе с городом до начала XX века, когда город достиг своих естественных границ на западе — склонов Лысой горы.
В январе 1924 года Московская улица была переименована в Ленинскую, а в 1959 — в проспект Ленина, но в 1991 году по указу мэра Саратова ей, наряду с другими улицами и площадями города, вернули историческое название.
На Московской улице были построены в середине 1980-x одни из первых в Саратове 14-этажных домов. Ранее в них были расположены магазины «Зенит», «Руслан» и «Людмила», а ныне в них находятся крупные торговые центры, центральный офис МТС и др.
В наши дни Московская — одна из основных магистралей города, соединяющая берег Волги с центром города, с вокзалом и другими основными магистралями — Астраханской улицей, а также через некоторые другие улицы с проспектом 50-летия Октября и др. Также это центр города, где сосредоточены важнейшие учреждения.

## Расположение

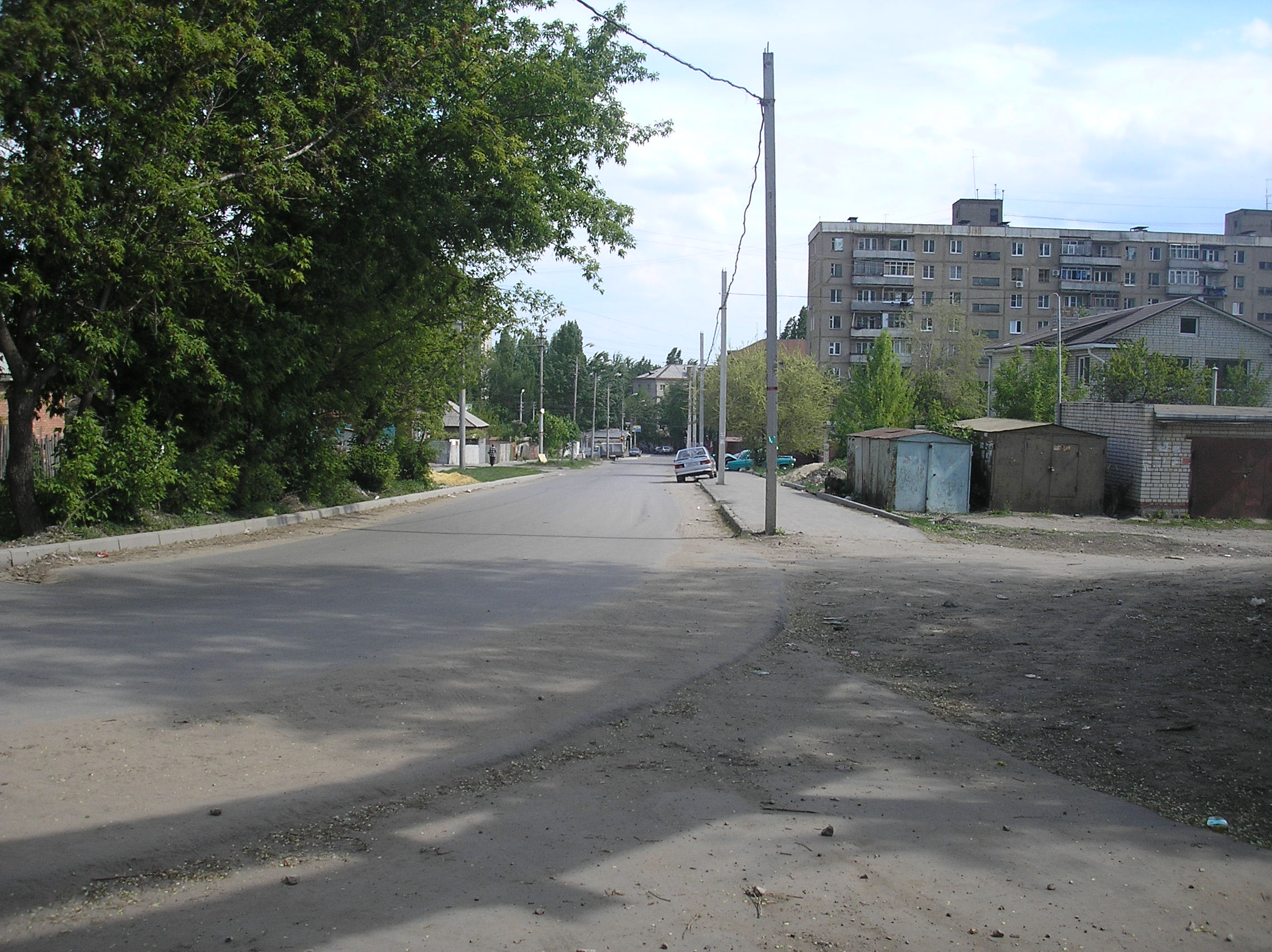
Конец Московской улицы. Направо и налево — Краевая улица

Московская улица начинается от Волги, от набережной Космонавтов в районе речного вокзала и идёт сначала практически перпендикулярно Волге. Затем, около пересечения с Вознесенской, поворачивается на 20° на запад. Примерно посередине улицу разделяет Театральная площадь. После Привокзальной площади Московская прерывается, но начинается вновь за железнодорожными путями. Около пересечения с Большой Садовой улицей поворачивается на 10° на север и доходит до Краевой улицы, где упирается в старообрядческое кладбище.

## Застройка
На Московской улице можно выделить четыре ярко выраженные зоны.
От Волги до улицы Соборной — это т. н. «образцовая» застройка 1820-50-х годов. С начала XIX века для упорядочивания застройки русских городов и придания ей более представительного вида было создано большое число «образцовых» (типовых) проектов жилых, административных и хозяйственных зданий. Фасады и даже дозволенные цвета таких домов строго регламентировались и были выдержаны в едином классицистическом стиле. Практически все здания на этом отрезке улицы выстроены по таким «образцовым» проектам. Основной тип здания — купеческий жилой дом, городская усадьба.

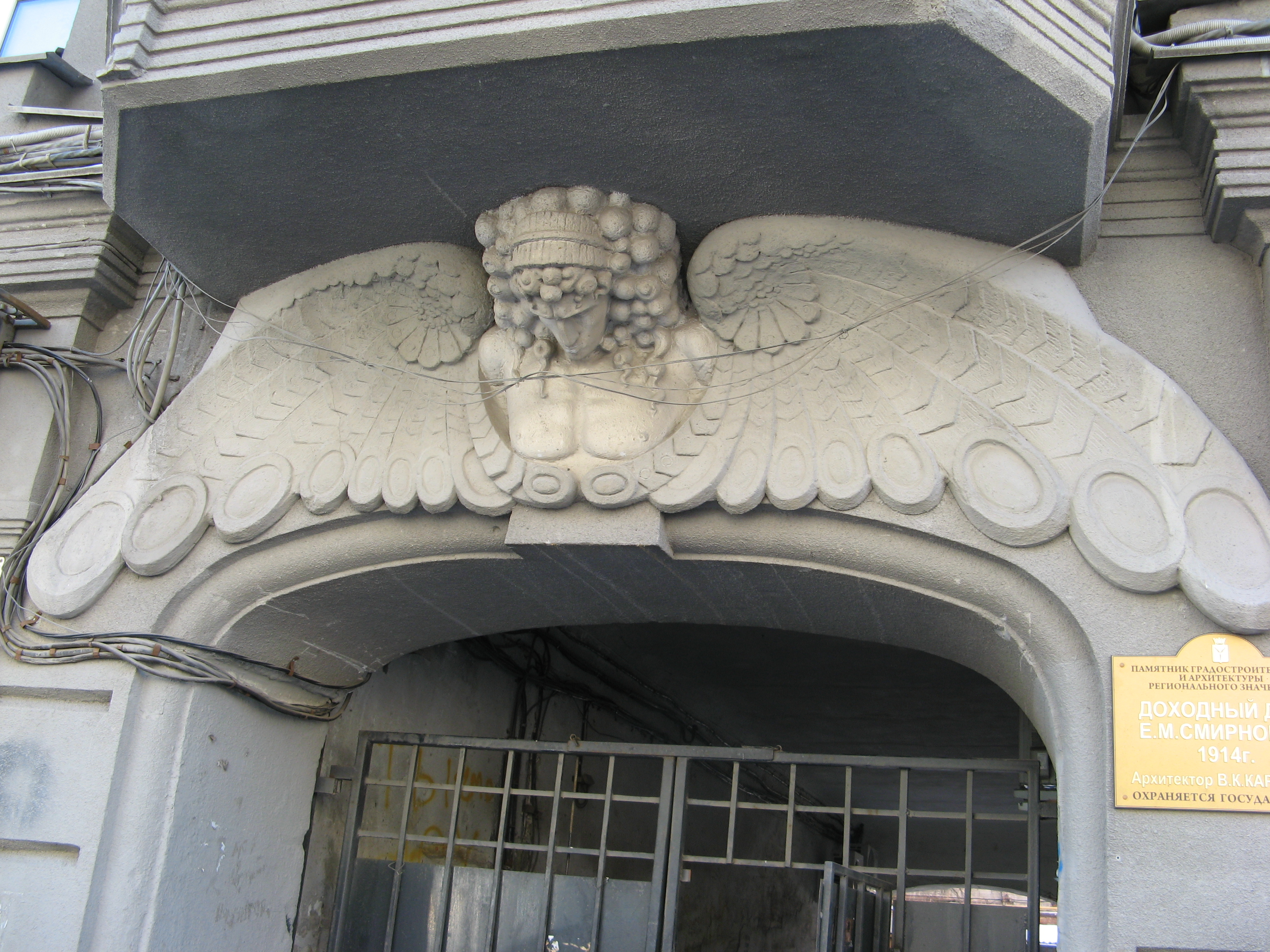
Доходный дом Смирновой 1914 г. Крылатый Демон на фасаде

От Соборной до Чапаева улица застроена домами постройки 1870—1900-х годов — времени бурного развития Саратова как торгового и промышленного центра. Основной тип здания — это 2-3-х этажный доходный дом в стиле «кирпичной» эклектики.
Отрезок улицы от Чапаева до Пугачевской стал объектом для «творчества» советских архитекторов. Здесь в начале 1980-х выросли пять типовых 9- и 14-этажных коробок со встроено-пристроенными магазинами. Строительство последних лет ознаменовалось появлением пары офисных зданий, торгового центра и гостиницы.
Последний участок улицы отражает застройку городской окраины на рубеже XIX—XX веков. Трамвайное депо, электростанция, тюремные здания и гарнизонные казармы занимают целые кварталы от улицы Пугачевской до вокзала. Огромный пустырь Московской площади был отведен под строительство последнего (десятого) университета Российской империи. 4 корпуса университетского городка успели построить к 1913 году на южной стороне площади. Молодое государство рабочих и крестьян имело другие потребности. Поэтому на северной стороне площади в 1932 году появились здания Школы пограничной охраны и войск ОГПУ (ныне — Саратовский военный институт внутренних войск МВД России).

### от Набережной Космонавтов до улицы Соборной
| Номер дома         | Изображение | Описание |
| ------------------ | ----------- | --- |
| 4 (Лермонтова, 34) |             | Дом откупщика и управляющего Саратовской солевозной комиссии М. А. Устинова. С 1929 года Краеведческий музей. Здание перестроено в 1813 году арх. И. Ф. Колодиным из двух домов 1789 года постройки. Памятник градостроительства и архитектуры федерального значения (как "Дом жилой, XVIII в., 1813 г. ").                                                |
| 5                  |             | Дом В. А. Акимова, участника русско-турецкой и Отечественной войны 1812 г. В этом доме неоднократно бывал и познакомился со своей будущей женой Н. Г. Чернышевский. 1803 год. |
| 6                  |             | Деревянную Свято-Троицкую соборную церковь возвели сразу при переносе Саратова на правый берег в 1674—1675 годах. В 1695 году началось строительство каменного храма в стиле нарышкинского барокко. По преданию, на строительные леса собора восходил Пётр I, 3—4 июня посещавший Саратов проездом в Азов. Храм неоднократно достраивался и переделывался. |
| 8                  |             | Здание управления Приволжской железной дороги. Построено в 1907—14 годах архитектором А. М. Салько специально для управления Рязано-Уральской железной дороги. Памятник градостроительства и архитектуры регионального значения. |
| 9                  |             | Дом Д. М. Вакурова. В здании была открыта первая книжная лавка в городе. Памятник градостроительства и архитектуры федерального значения (как «Усадьба, 1825 г.») |
| 10                 |             | Жилой дом . Бывший магазин «Юбилейный». |
| 11                 |             | Дом жилой кон. VIII — нач. XIX вв. Памятник градостроительства и архитектуры федерального значения, подлежит гос.охране. |
| 17                 |             | Дом С. К. Корнилова. 1830-е годы. Арх. Г. В. Петров. Памятник градостроительства и архитектуры федерального значения (как «Дом Корнилова, 1-я треть XIX в.») |
| 14                 |             | Дома Франца Шехтеля (Винные склады Шехтеля, бывш. к/т Искра). Здесь в детские годы (1866—1871 гг.) жил выдающийся архитектор Ф. О. Шехтель. |
| 20                 |             | Дом Гудкова. Ансамбль застройки перекрёстка нач. XIX века. Памятник градостроительства и архитектуры регионального значения (как «Двухэтажный каменный жилой дом. Классицизм») |
| 22                 |             | Ансамбль застройки перекрёстка нач. XIX века. Памятник градостроительства и архитектуры регионального значения (как «Двухэтажный каменный жилой дом. Классицизм») |
| 27                 |             | Дом Мордвинова. Ансамбль застройки перекрёстка нач. XIX века. Памятник градостроительства и архитектуры регионального значения (как «Двухэтажный каменный жилой дом. Классицизм») |
| 29                 |             | Ансамбль застройки перекрёстка нач. XIX века. Памятник градостроительства и архитектуры регионального значения (как «Двухэтажный каменный жилой дом. Классицизм») |
| 32                 |             | Жилой дом на месте Вознесенско-Горянской (Михаило-Архангельской) церкви. Филиал Областной универсальной научной библиотеки. Построен в 1939, отделка завершена в 1950 г. Арх. Д. В. Карпов. |
| 31                 |             | Дом Образцова X. И., где жили во время путешествия по России немецкий естествоиспытатель Александр Гумбольдт и шотландский геолог Родерик Импи Мурчисон. Построено в 1829 году. С 1869 по 1903 годы резиденция саратовских губернаторов. Памятник истории регионального значения.                                                                          |
| 34                 |             | Дом Степашкина. Построен в 1887 году. Бывший Колледж кулинарного искусства. Ныне Саратовская государственная юридическая академия. |
| 35                 |             | Здание бывшей городской думы, где 2 марта 1917 проходило 1-е заседание саратовского Совета рабочих депутатов. Бывш. Саратовпромпроект. Ныне офисное здание. 1844 год. Памятник истории регионального значения. |
| 38                 |             | Дом, где в 1917 году жил революционер-большевик М. И. Васильев-Южин. Руководитель вооруженного переворота в октябре 1917 в Саратове. Председатель губкома РСДРП(б). |
| 39                 |             | Дом Горина Е. кон. XIX в. арх. Салько А. М. Памятник градостроительства и архитектуры регионального значения |
| 41                 |             | Дом Артамонова (графа Нессельроде). Построен в 1871 г. (Дом учёных — с 1925 по 2004 г.) Памятник градостроительства и архитектуры регионального значения |
| 43                 |             | Дом Парусинова В. С. 1-я половина XIX века. Памятник градостроительства и архитектуры регионального значения |
| 48                 |             | Дом писателя А.Немировского. Двухэтажный каменный жилой дом. Классицизм. Середина XIX века. Памятник градостроительства и архитектуры регионального значения |
| 51                 |             | Дом В. М. Парусинова |

### от улицы Соборной до улицы Чапаева
| Номер дома        | Изображение | Описание |
| ----------------- | ----------- | --- |
| 53                |             | Усадьба Шмидта Н. И. Главный дом 1899 г. арх. Салько А. М. Памятник градостроительства и архитектуры регионального значения. В Саратове это здание известно как «Парсамовский роддом». Как минимум четверть населения Саратова старше 20 лет родилось в нём. Роддом был закрыт в середине 1990-х. Незаконная приватизация этого здания стала одним из эпизодов обвинения бывшего мэра Саратова Юрия Аксёненко. Ныне в здании расположен магазин сети и офисы.. |
| 55                |             | Офисное здание. Управление мелиорации. В существовавшем до 1968 года на этом месте здании Саратовского Дворянского собрания в апреле-мае 1904 года прошла выставка «Алая роза». |
| 59                |             | Пассаж Лаптева, нач. XX века, арх. Салько А. М. Памятник градостроительства и архитектуры регионального значения. |
| 64                |             | Лицей № 4 (Бывш. Окружной суд, Губсовнархоз, школа Гражданского воздушного флота, Суворовское военное училище, Средняя школа № 4). Здание судов, 1879 г. арх. А. М. Салько. Памятник градостроительства и архитектуры регионального значения. |
| 61 (Радищева, 41) |             | Корпус 3 Музея имени А. Н. Радищева (бывш. Биржа, корпус № 4 СГУ, Корпус ПАГС). Здание биржи, 1890 г. архитектор Ф. И. Шустер; 1904 г. архитектор Салько А. М. Памятник градостроительства и архитектуры федерального значения |
| 66                |             | Центральный научно-исследовательский институт измерительных приборов. Часть здания на ул. Московская занимает Торговый Комплекс Феникс. |
| 70                |             | Нижне-Волжский научно-исследовательский институт геологии и геофизики. |
| 72                |             | Главный корпус правительства области. |
| 82 (Горького, 42) |             | Бывший комплекс Верхнего базара: корпус 1, 1876 г. арх. Салько А. М. Памятник градостроительства и архитектуры регионального значения Ныне один из корпусов обл.правительства. |
| 73 (Горького, 40) |             | Областная научная библиотека. (В советское время часть здания занимал кинотеатр «Ударник»). Народная аудитория, 1899 г. арх. Проскурнин Н. М.. Памятник градостроительства и архитектуры регионального значения |
| 75                |             | Холдинг «Нарат» и «Наратбанк». Бывш. гостиница «Биржевая». |
| 81                |             | Дом Скворцова Н. В. середина 1890-х годов. Памятник градостроительства и архитектуры регионального значения |
| 84                |             | Гостиница и ресторан Москва. (бывш. здание Общества взаимного кредита). 1901 год, архитектор А. М. Салько. Памятник градостроительства и архитектуры регионального значения |
| 85                |             | Доходный дом Смирновой Е. М. 1914 г, архитектор В. К. Карпенко. Памятник градостроительства и архитектуры регионального значения |
| 90                |             | Доходный дом Колюбанова. 1911 г. Дом жилой. Памятник градостроительства и архитектуры регионального значения |
| 94                |             | Институт аграрных проблем РАН. Здание издательства газеты «Коммунист», середина XX века, арх. Г. В. Белов. Памятник градостроительства и архитектуры регионального значения |
| 102               |             | Отдел ЗАГС Кировского района. Доходный дом, начало XX века. Памятник градостроительства и архитектуры регионального значения |
| 99                |             | Особняк Сибриной. Памятник градостроительства и архитектуры регионального значения. |
| 104               |             | Дом Красулина А. И., здание построено в 1870-е гг. Памятник истории регионального значения |
| 109 (Чапаева, 80) |             | Почтамт городской. 1914—1916 годы. Архитекторы П. П. Кобелев, М. В. Колпаков. Памятник градостроительства и архитектуры регионального значения |
| 116               |             | Автогараж С. И. Соколова и З. И. Иванова. 1887 г. (барельефы 1914 г.). Памятник градостроительства и архитектуры федерального значения |
| 120               |             | Дом Подклетновой В. Р. 1909 г. Арх. Ю. Н. Терликов. Памятник градостроительства и архитектуры регионального значения |

### от улицы Чапаева до улицы Пугачёвской
| Номер дома | Изображение | Описание                                                                                                 |
| ---------- | ----------- | --- |
| 115        |             | ТЦ «Мир» — показательный самострой начала 21 века.                                                       |
| 122/126    |             | ТЦ «Москва» (бывш. «Электроника»).                                                                       |
| 119/123    |             | Мебельный магазин сети «Шатура» (бывш. «Зенит»).                                                         |
| 125        |             | Дом Художника                                                                                            |
| 129/133    |             | Кухонная студия «Мария» (бывш. «Руслан»).                                                                |
| 135        |             | Офис МТС (бывш. «Людмила»).                                                                              |
| 134/146    |             | Торговый Комплекс «Архипелаг» (бывш. «Коопторг»).                                                        |
| 148        |             | Ресторан сети быстрого питания «Улей» (бывш. гастроном)                                                  |
| 137/149    |             | Поликлиника № 1                                                                                          |
| 143        |             | Физико-технический лицей № 1 (Бывш. школа № 13) — одна из старейших физико-математических школ в стране. |
| 152        |             | Рынок «Универсальный» (Бывш. Станкостроительный завод).                                                  |

### от улицы Пугачёвской до Привокзальной площади
| Номер дома                | Изображение | Описание |
| ------------------------- | ----------- | --- |
| 154                       |             | Средняя школа № 67 (2-я мужская гимназия). 1902 г. арх. Клементьев А. Н. |
| 156                       |             | Комплекс зданий МВД и Министерства юстиции РФ. |
| 155                       |             | X корпус Саратовского государственного университета. 1999 г., арх. Ю.Бурмистров. |
| 155                       |             | I корпус Саратовского государственного университета. 1910-14 гг., арх. К. Л. Мюфке. |
| 155                       |             | II корпус Саратовского государственного медицинского университета. На фасаде вверху у I и II корпусов надпись: Институт экспериментальной медицины.                                                   |
| 155                       |             | Зональная Научная библиотека им. В. А. Артисевич Саратовского государственного университета. 1957 г., арх. Ю. В. Истомин.                                                                             |
| 158                       |             | Саратовский военный институт войск национальной гвардии Российской Федерации |
| 159                       |             | Жилой дом «Новая звезда». Арх. Н. К. Усов, 1930 г. |
| 160 (Университетская, 59) |             | IV Корпус СГУ (Комплекс казарм Губернского батальона). Построены в 1854—1856 гг. |
| 161                       |             | VI Корпус СГУ (Новые казармы). Построены в 1898 году. |
| 164                       |             | Здание казарм Балашовского резервного батальона. 1898 г. арх. Салько А. М. Военный институт повышения квалификации специалистов мобилизационных органов ВС РФ. Ныне ПИУ им. Столыпина, филиал РАНХиГС |

## Важнейшие учреждения
Сегодня на Московской улице расположены:
- Саратовский вокзал
- Саратовский Государственный Университет
- Саратовский военный институт войск национальной гвардии Российской Федерации
- Крупные торговые центры «Архипелаг», «Мария», «МИР» и др.
- Правительство Саратовской области
- Речной вокзал.

## Памятники и достопримечательности
- Памятник Дзержинскому на Привокзальной площади.
- Памятник Чернышевскому в сквере Саратовского Государственного университета.
- Памятник Кириллу и Мефодию на пересечении с ул. Астраханской.
- Памятник Кирову на пересечении с ул. Рахова.
- Памятник Ленину на Театральной площади.
- Памятник сотрудникам МВД, погибшим при исполнении служебного долга, на Театральной площади.
- Скульптура Сердце губернии у дома правительства.
- «Памятник первой учительнице» на пересечении с Соляной. Ранее одна из скульптурных групп, окружавших памятник Александру II[22].
- Фонтан Три рыбы (как на гербе Саратова) в сквере на пересечении с ул. Соляная.

Памятник Чернышевскому Н.Г. в сквере СГУ
Памятник св. Кириллу и Мефодию в Саратове
Памятник Кирову С.М.
Памятник Ленину на Театральной площади
Памятник сотрудникам МВД, погибшим при исполнении служебного долга
Скульптура Сердце губернии
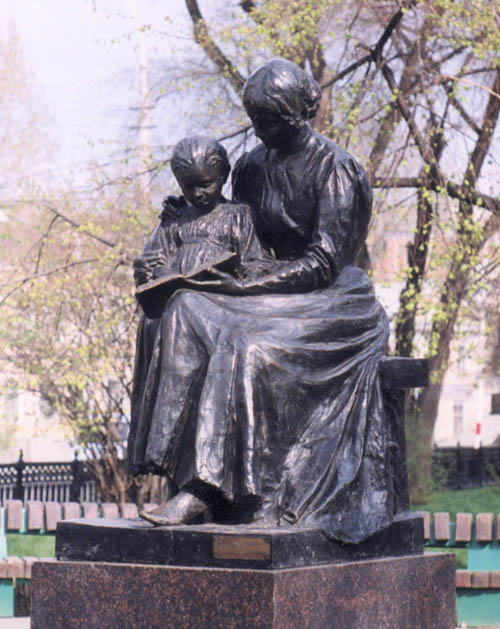
Памятник первой учительнице
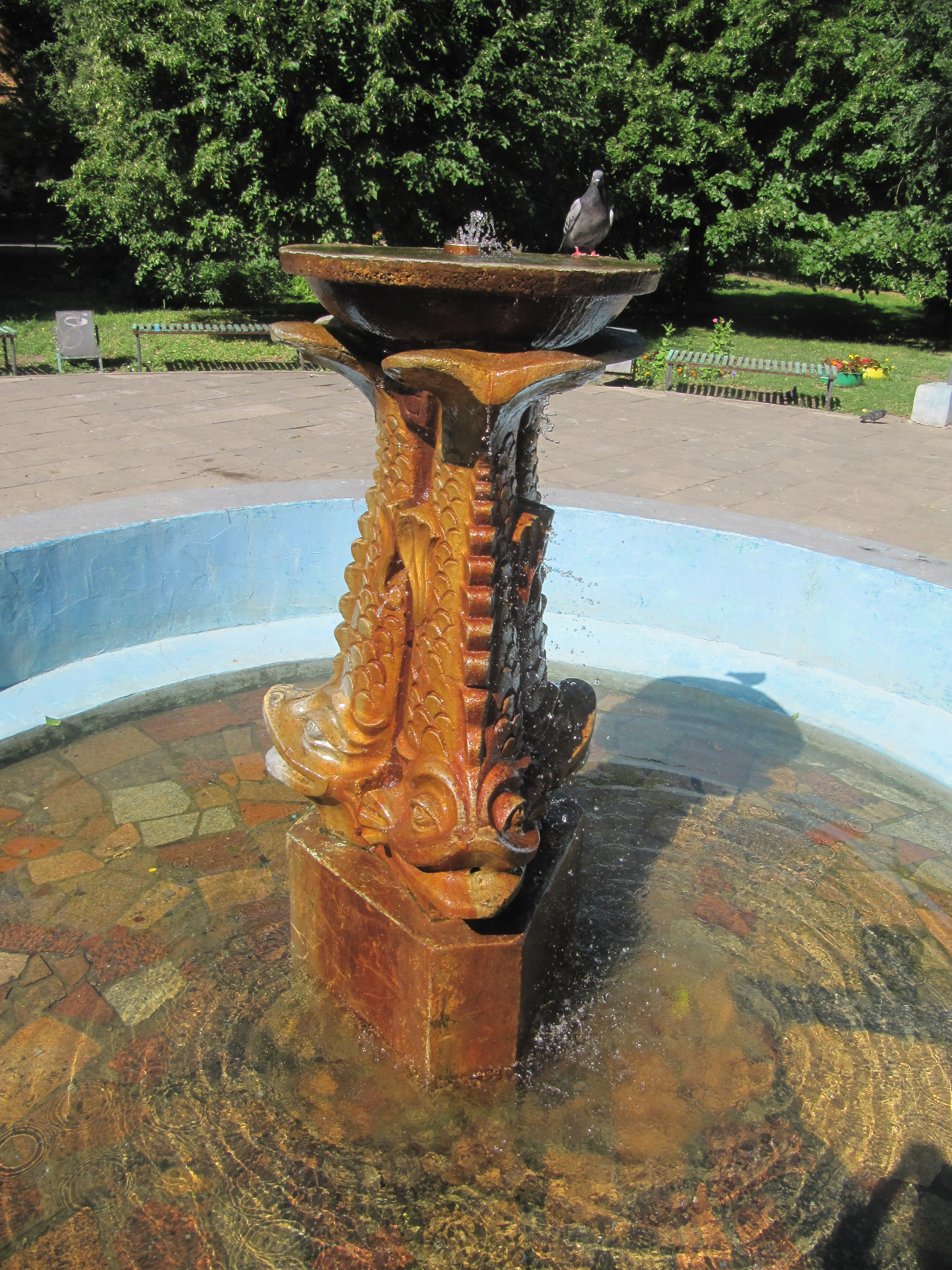
Фонтан Три рыбы в сквере на Соляной ул.

## Утраченные здания
| Внешние изображения | Внешние изображения                                                                               |
| ------------------- | ------------------------------------------------------------------------------------------------- |
|                     | https://oldsaratov.ru/sites/default/files/styles/post_image/public/photos/2013-07/8b_-_kopiya.jpg |

| Внешние изображения | Внешние изображения                                                             |
| ------------------- | ------------------------------------------------------------------------------- |
|                     | https://oldsaratov.ru/sites/default/files/photos/2012-03/staryygostinyydvor.jpg |

| Внешние изображения | Внешние изображения                                                               |
| ------------------- | --------------------------------------------------------------------------------- |
|                     | https://oldsaratov.ru/sites/default/files/photos/2012-03/mihailoarhangelskaya.jpg |

| Внешние изображения | Внешние изображения                                                         |
| ------------------- | --------------------------------------------------------------------------- |
|                     | https://oldsaratov.ru/sites/default/files/photos/2014-12/img_6666_fotor.jpg |

| Внешние изображения | Внешние изображения                                                     |
| ------------------- | ----------------------------------------------------------------------- |
|                     | https://oldsaratov.ru/sites/default/files/photos/2012-01/w454475521.jpg |

| Внешние изображения | Внешние изображения                                                  |
| ------------------- | -------------------------------------------------------------------- |
|                     | https://oldsaratov.ru/sites/default/files/photos/2016-05/img0031.jpg |

## Транспорт
Движение одностороннее в три полосы от вокзала к Волге. Плюс выделенная полоса для встречного движения общественного транспорта. Количество парковочных мест ограничено, платных стоянок нет. Из 17 пересечений с другими улицами на отрезке до вокзала, 12 регулируются светофорами. Улица является практически единственным проездом в центральной части города в направлении вокзал-Волга, потому что дублирующие улицы либо не обеспечивают прямой выезд на улицу Чернышевского (такова ул. Советская), либо имеют ограниченную пропускную способность (таковы ул. Кутякова и Челюскинцев). В связи с этим на улице не редки заторы.
На отдельных участках полоса общественного транспорта чрезвычайно перегружена (например, на участке от ул. Чапаева до ул. Рахова), или же графики движения позволяют транспорту идти с чрезвычайно низкой скоростью. Так, ранее троллейбус маршрута № 1 проходил 4,3 км от Волги до вокзала за 15 минут (20 км/ч), то сейчас за 40 минут (7—8 км/ч).

### Троллейбус
- № 1 от Привокзальной до Музейной площади (берег Волги), далее до Предмостовой площади.
- № 3 конечная на пересечении с улицей М. Горького (Театральная площадь).
- № 5 от площади Музейной (берег Волги) до улицы Астраханской, далее в пос. Техстекло.

Н. 5а от Музейной площади до ул. Астраханской
- № 10 от Привокзальной площади до Университетской, далее в район 6-го квартала.
- № 15 от Привокзальной площади до Чапаева, далее до площади Орджоникидзе (Авиационный завод).

Н. 109 От жд вокзала до Музнйной площади и далее в гор. Энгельс.

### Автобус
- 2 от Чапаева до Радищева по направлению к Волге (ОАО «Саратоворгсинтез» — пос. Юбилейный)
- 6 от Чапаева до Астраханской в обе стороны (пос. Комсомольский — Техстекло)
- 11 от площади Музейной (берег Волги) до улицы Астраханской в обе стороны (пл. Музейная — пос. Солнечный).
- 33 от Музейной площади до ул. Радищева в направлении от Волги и от Астраханской улицы до Музейной площади в направлении к Волге (пл. Музейная — ул. Техническая)
- 53 от ул. Астраханской до ул. Чапаева в направлении к Волге (ТЦ «Реал» — пос. Солнечный)
- 90 от Чапаева до Астраханской в обе стороны (Крекинг — пос. Юбилейный)
- 246 (Ж/Д вокзал — Дачи Урицкого (Энгельс))
- 247 (Ж/Д вокзал — Ярмарка (Энгельс))
- 247а (Пос. Солнечный — Ярмарка (Энгельс))
- 248 (Главпочтамт — Авторемзавод (Энгельс))
- 274б (Ж/Д вокзал — Пос. Коминтерн (Энгельс))
- 282б (Ж/Д вокзал — Пос. Новопушкинский (Энгельс))
- 284 (Ж/Д вокзал — Пос. Мелиораторов (Энгельс))
- 284а (Ж/Д вокзал — Пос. Химволокно (Энгельс))
- 284б (Ж/Д вокзал — Пос. Химволокно (Энгельс))
- 284к (Ж/Д вокзал — Ж/Д вокзал Энгельса (Энгельс))

## Ближайшие улицы и площади
Московская улица граничит или пересекается со следующими улицами и площадями:
| - Набережная Космонавтов; - Музейная площадь; - улица Лермонтова; - улица Чернышевского; - улица Мичурина; - улица Вознесенской; - улица Соляная; | - улица Октябрьская; - Комсомольская улица; - улица Некрасова; - Соборная улица; - улица Радищева; - Театральная площадь; - улица Максима Горького; | - улица Октябрьская; - Комсомольская улица; - улица Некрасова; - Соборная улица; - улица Радищева; - Театральная площадь; - улица Максима Горького; | - Вольская улица; - улица Чапаева; - улица Рахова; - улица Емельяна Пугачёва; - Астраханская улица; - Университесткая улица; - улица Степана Разина; | - Вольская улица; - улица Чапаева; - улица Рахова; - улица Емельяна Пугачёва; - Астраханская улица; - Университесткая улица; - улица Степана Разина; | - Аткарская улица; - Привокзальная площадь; - Вокзальная улица; - улица Емлютина; - Большая Садовая улица; - Мурманская улица; - Краевая улица. | - Аткарская улица; - Привокзальная площадь; - Вокзальная улица; - улица Емлютина; - Большая Садовая улица; - Мурманская улица; - Краевая улица. |

Московская улица лежит на расстоянии одного квартала от следующих улиц:
| - Улица Челюскинцев; - Тулупная улица; - Улица Гоголя; - Улица Кутякова; - Улица Дружбы; | - Князевский взвоз; - Соляная улица; - Первомайская улица; - Улица Киселёва; - 3-й Рабочий проезд. | - Князевский взвоз; - Соляная улица; - Первомайская улица; - Улица Киселёва; - 3-й Рабочий проезд. |

Примечание. Все улицы указываются по порядку следования от Волги, во второй таблице в левом столбце указываются улицы, находящиеся слева, если подниматься от Волги, в правом — находящиеся справа